# Johnny Roosval
John (Johnny) August Emanuel Roosval, född 29 augusti 1879 i Kalmar, död 18 oktober 1965 i Stockholm, var en svensk konsthistoriker. 

## Biografi
Johnny Roosval var son till bankdirektören och konsuln John Roosval och Johanna Kramer samt bror till filmfotografen Albin Roosval och konstnären Gerda Roosval-Kallstenius. 1907 gifte han sig med den 12 år äldre Ellen von Hallwyl, något som väckte stor uppståndelse inom stockholmssocieteten eftersom hon var gift och han var sonens lärare.
Roosval anställdes vid Nordiska museet 1901 och blev Dr. phil i Berlin 1903. Han tog 1912 tillsammans med Sigurd Curman initiativet till bokverket Sveriges kyrkor – konsthistoriskt inventarium, som han ledde till 1962. Han blev docent i konsthistoria vid Stockholms högskola 1914 och fick professors namn 1918. År 1926 utsågs han till professor och innehavare av Anders Zorns professur i nordisk och jämförande konsthistoria vid Stockholms högskola. Han utnämndes till professor i de bildande konsternas teori där 1929. Han var gift med skulptören Ellen Roosval, dotter till Walther och Wilhelmina von Hallwyl, och var ordförande i styrelsen för Hallwylska museet 1930-62. Efter Ellen Roosvals död 1952 gifte han om sig 1953 med sjuksköterskan Agneta Lindén. Han är begravd på Södra kyrkogården i Kalmar.

## Vetenskaplig gärning
Roosval såg som sin livsuppgift att återupptäcka och utforska den svenska medeltidskonsten. Redan 1905 lade han fram bevisen för att skulpturen av S:t Göran och draken i Storkyrkan i Stockholm utförts av en konstnär vid namn Bernt Notke och hans bevisföring har blivit allmänt accepterad. Frånsett hans eget forskarseminarium var basen för hans forskning om medeltida konst utgivningen av bokserien Sveriges kyrkor, som nu har utkommit i flera hundra band av olika författare. Roosval inriktade sig främst på medeltidskyrkor och speciellt intresserade han sig för de gotländska kyrkorna, där han har en omfattande vetenskaplig produktion. Hans tidigt utgivna bok Die Steinmeister Gottlands (1918) liksom den populärt hållna Den gotländske ciceronen (1926) har blivit klassiker, liksom hans bok om kyrkornas glasmålningar Gotländsk vitriarius. De medeltida gotländska glasmålningarnas bestånd och historia (1950). Under andra världskriget hade Roosval låtit plocka ned dessa målningar för att skydda dem från eventuella krigsskador, och hade då möjlighet att studera dem i detalj. De målade glasen konserverades innan de sattes in i kyrkfönstren igen. För den svenska medeltida kyrkomiljön har hans lilla skrift Sockenkyrka och Salomos tempel, ursprungligen ett föredrag vid prästmötet i Visby 1943, fått stort inflytande. Under krigsåren hade Roosval ett uppdrag från Riksantikvarieämbetet och Försvarsstaben att samordna skyddet av offentliga kulturminnen i Sverige. Det betydde att han dels gav råd till många församlingar om hur de borde skydda sina kyrkor mot eventuella luftanfall, dels ledde den preventiva dokumentationen och fotograferingen av kyrkor ifall någon av dessa skulle bli förstörd i krig eller annan katastrof.
Ett av Roosvals viktiga bidrag till den konsthistoriska forskningen var att sammanställa och namnge de medeltida stenmästare och stenmästarskolor som finns representerade på Gotland. Roosval gav stenmästarna namn efter vad deras efterlämnade skulpturer gav för associationer eller namn efter bevarade inskrifter. Stenmästarna är:
- Hegvald
- Byzantinos
- Semibyzantinos
- Majestatis
- Sighrafr
- Globus
- Egypticus
- Calcarius

## Ledamotskap
- Ledamot av Vetenskapssocieteten i Lund 1920
- Ledamot av Vitterhetsakademien 1926
- Hedersledamot av Konstakademien 1946
- Teologie hedersdoktor i Uppsala 1952